# Wotkyns-Gletscher
Der Wotkyns-Gletscher ist ein Gletscher im westantarktischen Marie-Byrd-Land. Er fließt vom Michigan-Plateau entlang der Westseite der Caloplaca Hills zum Reedy-Gletscher.
Der United States Geological Survey kartierte ihn anhand eigener Vermessungen und Luftaufnahmen der United States Navy aus den Jahren von 1960 bis 1964. Das Advisory Committee on Antarctic Names benannte ihn 1967 nach Grosenvar Ervin Scott Wotkyns (* 1935), Hospital Corpsman auf der Byrd-Station im Jahr 1962.